# Canthigaster coronata
Canthigaster coronata е вид лъчеперка от семейство Tetraodontidae. Видът не е застрашен от изчезване.

## Разпространение и местообитание
Разпространен е в Малки далечни острови на САЩ (Атол Джонстън) и САЩ (Хавайски острови).
Обитава морета и рифове. Среща се на дълбочина от 4 до 165 m, при температура на водата от 18,2 до 28,9 °C и соленост 34,2 – 35,5 ‰.

## Описание
На дължина достигат до 11 cm.